# 견권
견권(堅權)은 후삼국 시대 무장이다. 고려 개국공신(開國功臣)이며, 천녕 견씨의 시조이다.

## 생애
견권(堅權)은 918년 태봉국을 멸하고 고려을 세운 태조 왕건을 도와 고려 개국에 공을 세운 인물이다.
견권(堅權)은 921년에 말갈(靺鞨)족에 한 갈래 달고적(達姑狄)이 강원도 등주(登州)를 거쳐 침범하자, 기병을 통솔하여 평안북도 삭주(朔州)까지 추격하여 그들을 물리쳤다.
936년에는 견훤(甄萱) 등과 함께 기병 2만과 보병들을 거느리고, 후백제 신검 세력을 공격하여 멸망시켰다.
시조 견권(堅權)은 고려 태조 왕건(王建)의 휘하 장군으로서 왕건이 후백제 신검(神劍)과 마지막 결전을 할 때 좌익장(左翼將)을 맡아 후백제를 멸망하게 하는 전공을 세우고, 고려 개국 이등공신(二等功臣)에 책록되었으며, 대상(大相) 벼슬에 올랐다. 견권(堅權)은 918년(고려 태조 1) 8월 고려를 건국하는 데 공을 세운 개국공신을 선정하여 포상할 때 연주(連珠)·능식(能寔)·권신(權愼)·염상(廉湘)·김락(金樂)·마난(麻煖)과 함께 이등공신(二等功臣)이 되어 금, 은, 그릇과 비단을 받았다.
921년(고려 태조 4년) 달고은(達姑㹜=말갈)이 신라를 침공하러 가는 길에 고려 장군 견권(堅權)이 가로막고 격파하였다. 936년(고려 태조 19년) 신검(神劍) 등이 천안에서 대항하자 견훤(甄萱)을 위시하여 대상(大相) 견권(堅權), 희술(希述), 황보금산(皇甫金山)과 원윤(元尹) 강유영(康柔英) 등은 마군(馬軍) 일만 명을 거느리게 하는 등 군사를 정비하니 신검이 두려워 항복하였다.
견권(堅權)과 함께 고려 개국공신에 녹훈된 인물 중 김락(金樂)은 당악 김씨(唐岳 金氏)의 시조, 연주(連珠)는 전주 연씨의 시조, 마난(麻煖)은 영평 마씨(永平 麻氏)의 시조로 삼는다.

## 참고 문헌
- 견권 - 한국민족문화대백과사전